# Grandy Brook
Der Grandy Brook  ist ein etwa 47 km langer Fluss im Süden der zur kanadischen Provinz Neufundland und Labrador gehörenden Insel Neufundland. Er ist nicht zu verwechseln mit dem knapp 90 km weiter westlich verlaufenden Fluss Grandys Brook.

## Flusslauf
Der Grandy Brook bildet den Abfluss eines kleinen namenlosen 420 m hoch gelegenen Sees. An dessen Westufer verläuft die Route 480 (Burgeo Highway), 500 m nordwestlich liegt der Buck Lake. Der Grandy Brook fließt in südlicher Richtung zur Südküste von Neufundland. Die Route 480 überquert bei Flusskilometer 44 den Grandy Brook und verläuft später in einem Abstand von etwa 5 km weiter östlich parallel zum Flusslauf. Auf den letzten beiden Kilometern wendet sich der Grandy Brook nach Westen, bevor er schließlich 7 km westlich der Gemeinde Burgeo in den Atlantischen Ozean mündet. Einen größeren Nebenfluss bildet der Top Pond Brook von links.

## Hydrologie
Der Grandy Brook entwässert ein Areal von etwa 470 km². Der mittlere Abfluss am Pegel 23 km oberhalb der Mündung beträgt 14,3 m³/s. Die höchsten monatlichen Abflüsse treten gewöhnlich im April und im Mai mit im Mittel 26,5 bzw. 27,3 m³/s auf.

## Flussfauna
Die Lachspopulation im Grandy Brook gilt als bestandsgefährdet.